# Rafik Muchametschowitsch Muchametschin
Rafik Muchametschowitsch Muchametschin (russisch Рафик Мухаметшович Мухаметшин; * 1955 in Burnak, Tatarische ASSR, Sowjetunion) ist ein tatarischer Historiker und Politikwissenschaftler. Er ist der Rektor des Russischen Islamischen Instituts (Russisch-Islamische Universität) in der Stadt Kasan, der Hauptstadt der Republik Tatarstan, einer 1998 gegründeten, nicht-staatlichen höheren Bildungseinrichtung in Russland, die Ableger in Mittelasien und darüber hinaus unterhält. Muchametschin ist Mitglied der Akademie der Wissenschaften der Republik Tatarstan.
Er ist Mitglied des Stiftungsrates des russischen Islam-Fonds.

## Veröffentlichungen
- Veröffentlichungen (Übersicht)